# Will Hernandez
Will Hernandez (Las Vegas, 2 settembre 1995) è un giocatore di football americano statunitense che milita nel ruolo di offensive guard per gli Arizona Cardinals della National Football League (NFL).

## Carriera universitaria
Al college Hernandez giocò a football all'Università del Texas a El Paso disputando 49 gare come titolare dal 2014 al 2017. Dopo la stagione 2016 fu inserito nel second-team All-American.  Dopo la stagione 2017 fu inserito nella formazione ideale della Conference-USA.

## Carriera professionistica

### New York Giants
Hernandez fu scelto nel corso del secondo giro (34º assoluto) nel Draft NFL 2018 dai  New York Giants. Debuttò come professionista partendo come titolare nella gara del primo turno persa contro i Jacksonville Jaguars. La sua stagione da rookie si chiuse disputando tutte le 16 gare come partente.

### Arizona Cardinals
Il 28 marzo 2022 Hernandez firmò un contratto di un anno con gli Arizona Cardinals.

## Palmarès
- PFWA All-Rookie Team - 2018